# Hydraena tenjikuana
Hydraena tenjikuana är en skalbaggsart som beskrevs av Satô 1979. Hydraena tenjikuana ingår i släktet Hydraena och familjen vattenbrynsbaggar. Inga underarter finns listade i Catalogue of Life.